# 雷德菲爾德 (堪薩斯州)
雷德菲爾德（英語：Redfield）是一個位於美國堪薩斯州波旁縣的城市。

## 地方資料
雷德菲爾德的面積為0.37平方千米，當中陸地面積為0.37平方千米，而水域面積為0.00平方千米。根據2010年美國人口普查的數據，當地共有人口146人，而人口密度為每平方千米394.59人。